# Стинтино
Стинтѝно (на италиански: Stintino; на сардински: Istintinu, Истинтину, на местен диалект L'Isthintini, Л'Истинтини) е пристанищно село и община в Южна Италия, провинция Сасари, автономен регион и остров Сардиния. Разположено е на северния бряг на острова. Населението на общината е 1521 души (към 2010 г.).